# 聲優組合
声優組合是指有声优参加的音乐或戏剧组合。演唱动画作品·动漫节目·游戏软件等的主题曲和印象曲等，以所谓的“合作企划”为目的的多，组合的名称也多来源于节目和角色。而随着合作企划的结束自然不再活动的情况很多，也有因为解散演唱会等明确解散的组合。另外，其中也有限定在特定活动中的1天的单元。
当然，也存在与这种合作计划无关，作为配音演员个人活动的一环长期成立的集团。也可以作为提升认知度的手段，包括新进。年龄差小，人气高的星友之间结成的情况较多。主要由女配音演员和男配音演员组成。